# Jestřabí Lhota
Jestřabí Lhota település Csehországban, a Kolíni járásban. Jestřabí Lhota Ovčáry, Sány, Býchory, Ohaře, Volárna és Němčice településekkel határos. Lakosainak száma 545 fő (2024. január 1.).

## Népesség
A település lakosságának változását az alábbi diagram mutatja:
| Lakosok száma | 475  | 491  | 568  | 460  | 363  | 366  | 497  | 520  | 538  | 545  |
|               | 1869 | 1890 | 1921 | 1950 | 1980 | 2001 | 2017 | 2019 | 2022 | 2024 |